# ネイティブ・アメリカン・マスク

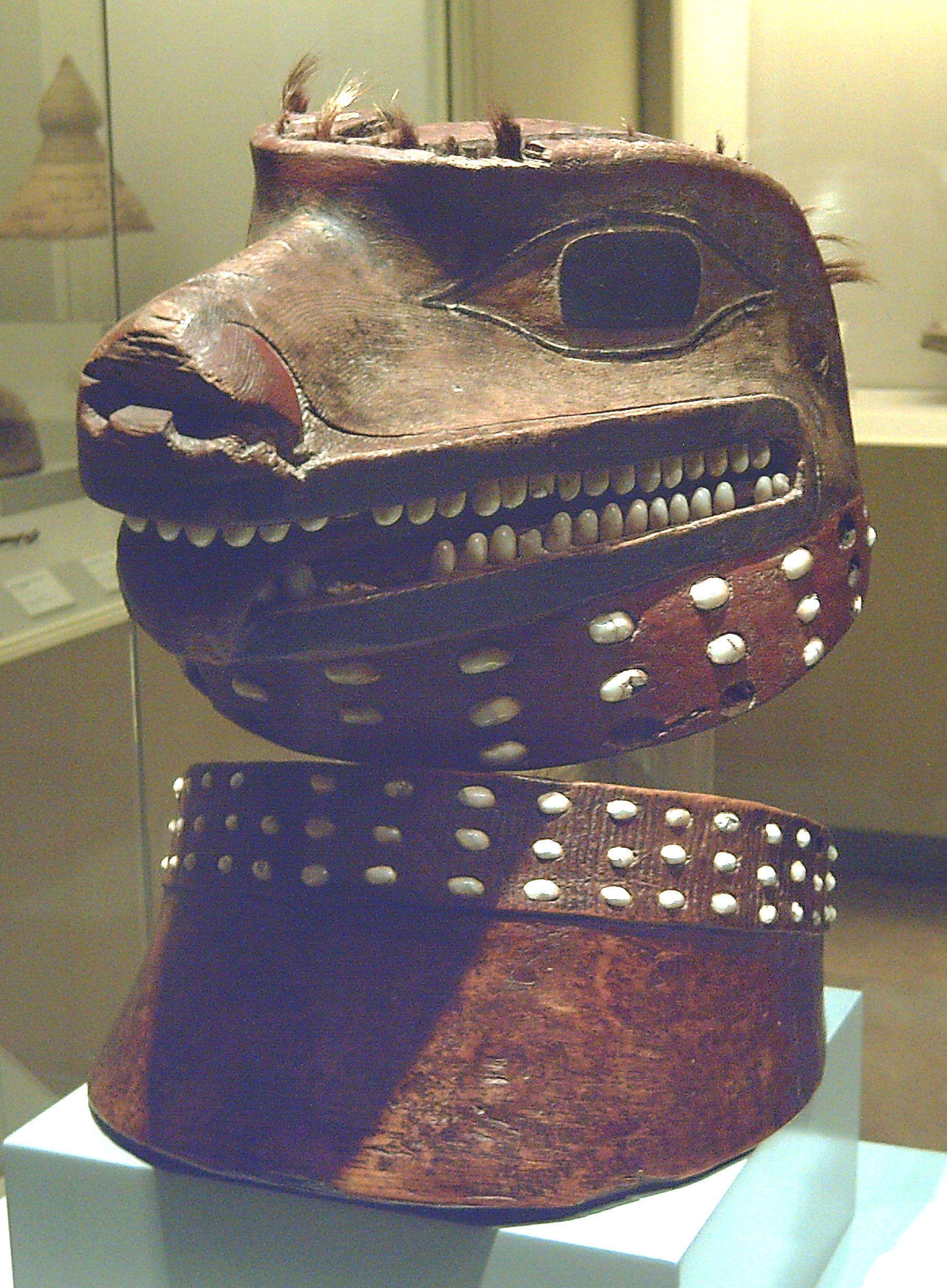
トリンギット族の狼のマスク、18世紀

ネイティブ・アメリカン・マスク（仮面、英語：Native American Masks）とはアメリカ、カナダに先住するインディアンたちが顔を覆って被る儀式・行事用の仮面（マスク）である。
「ネイティブ・アメリカン」は、インディアン以外の民族も含めた呼び名であるが、ここではインディアンに限定した使い方となっている。

## 概要
インディアンのマスクは精神的や病気を治すための宗教的な儀式及びダンスなどで使用される。北大西洋の東海岸のイロコイ諸族などの部族やアメリカ南東部のチェロキー族やチョクトー族などの部族や、アラスカや北太平洋の北西海岸のハイダ族、サリシュ族、トリンギット族、スピアック族などの部族で広く見られる。インディアンのほか、エスキモーも仮面を作る。移動生活を営んでいたスー族などの平原部族をはじめ、儀式に仮面を使わない部族も多く、すべてのインディアンに見られる文化ではない。
各部族によってマスクの姿、形などは異なるが動物（サンダーバードなどインディアンの伝説の動物も含む。鳥やフクロウ、オオカミなど）や精霊や奇妙な人の姿をした顔などに似せて作られた物が多く、鳥の羽や毛を付けたマスクなどもある。
マスクは木彫りのものが多いが、他にも銅などで出来たマスクもある。マスクに使用される材質は各部族の居住する地域によって違いがあるが、北西海岸に定住する部族のヒマラヤスギを彫って制作されたマスクが有名である。ホピ族とズニ族には伝統的なマスクを付けてカチナの精霊に扮し、ダンスをする姿が見られる。
アラスカなどの北極海沿岸の部族にはセイウチやフクロウなどをモチーフにしたマスクがあり、クジラの骨で作ったマスクもある。ナバホ族やアパッチ族は伝統的なダンスのために布や革で作ったマスクを使う。チェロキー族には読み聞かせのためのひょうたんを使用して制作したマスクがあるが、伝統の復興とともに本来の素材でマスクを作っている。
現在のインディアンのマスクは主に民芸販売用や、伝統的なダンス、文化の復興を目的として作られるものが多い。イロコイ諸族のマスクは例外の様である。イロコイ諸族のマスクはフォースフェイス・マスク（False Face Masks）と呼ばれ、変わったな人の顔をしたマスクが多い。材質は主にアメリカシナノキを使用し、目の部分に銅や金を使用することがあり、マスクの頭部部分に付ける毛にはウマの毛を使用している。またトウモロコシの皮で作ったトウモロコシ皮マスクもある。部族内部でのみ行われる宗教的な儀式でのみ使用されており、主に病気を癒すために使用されたり儀式上での精神的な治癒を祈願するためのダンスで使用される。イロコイ諸族は神聖なマスクの販売などには反対している。イロコイ諸族はフォースフェイス・カンパニー（w:False Face Society）と言う会社を設立している。

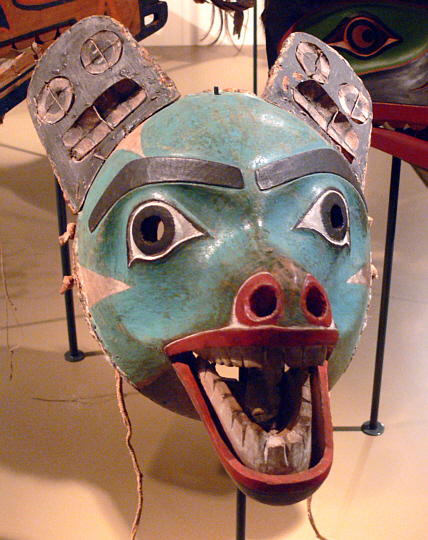
ハイダ族の狼のマスク、1880年
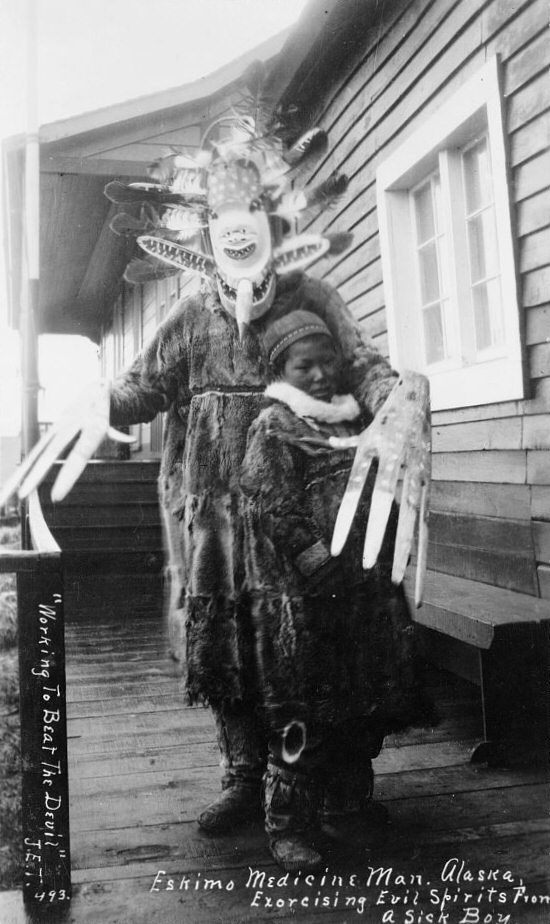
マスクをつけたユピク族のシャーマン、1890年代
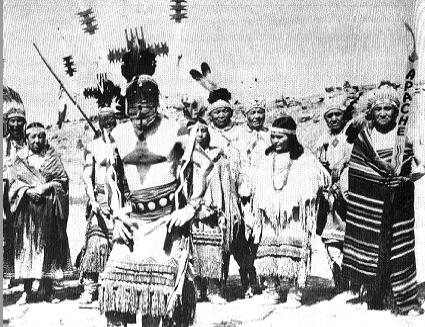
アパッチ族のマスク